# Дунган, Эллис
Эллис Родерик Дунган (англ. Ellis R. Dungan); (11 мая 1909, Бартон, Огайо — 1 декабря 2001, Уилинг, Западная Виргиния) — американский кинорежиссёр, известный работой в индийских фильмах, преимущественно в тамильскоязычных, с 1936 по 1950 год. Он был выпускником Университета Южной Калифорнии. Во время своей карьеры в кино в Южной Индии Дунган снял дебютные фильмы нескольких популярных тамильских киноактеров, таких как М. Г. Рамачандран (Sathi Leelavathi) Т. С. Балайя и Н. С. Кришнан.

## Биография

### Ранний период жизни
Эллис Родерик Дунган родился 11 мая 1909 года в Бартоне, штат Огайо, CША. Дунган американец ирландского происхождения. Он учился в средней школе Сент-Клэрсвилль в Сент-Клэрсвилле, где играл за защитника школьной футбольной команды. Позже он поступил в Университет Южной Калифорнии в 1932 году на недавно созданный факультет кино. После окончания университета, переехал в Индию в 1935 году. Он приобрёл свою первую компактную камеру, чтобы делать фотографии для школьного ежегодника, в котором он занимал должность главного редактора.

### Карьера

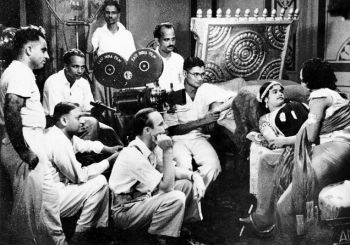
Эллис Р. Дунган, режиссёр М. К. Тьягараджа Бхагаватар и М. Р. Сантаналакшми в Ambikapathy (1937)

В 1935 году он приехал в Индию вместе со своим коллегой по колледжу Майклом Ормалевым по приглашению другого студента из Университета Южной Калифорнии — Маника Лала Тандона из Мумбая. В то время семья Тандона планировала начать работу в киноиндустрии. Однако эти планы не сбылись, и Тандон пригласил их в Калькутту, где он снимал тамильский фильм под названием «Нанданар». Там Тандон представил их А. Н. Марудхачаламу Четтиару, кинопродюсеру, который работал над фильмом «Сати Лилавати». Он рекомендовал нанять Дунгана для управления производством, так как сам был режиссёром фильма «Нанданар». Так, Дунган дебютировал в кино с фильмом «Сати Лилавати», который также стал первым фильмом будущего главного министра Тамилнада М. Г. Рамачандрана. В период с 1936 по 1950 годы Дунган снял несколько тамильских фильмов и один фильм на хинди — «Meera» (1947). Дунган не знал индийских языков, но эта проблема никогда не влияла на его карьеру режиссёра фильмов. Он привнёс множество инновационных идей в индийское кино, несмотря на технические ограничения того времени. Многие из его фильмов были основаны на мифических персонажах индуизма, и ему приходилось снимать их в индуистских храмах, где в те времена неиндуисты не допускались. Дунган снимал свои фильмы в храмах, выдавая себя за ученого-кашмирца. Дунган известен тем, что привнёс в тамильский кинематограф современный макияж, мобильные камеры и танцевальные номера кабаре. Он также стремился избавить этот вид искусства от влияния театральных постановок. В 1950 году, после выхода фильма «Понмуди», пресса подвергла Дунгана критике за то, что он представил «вульгарные» сцены и «развращал» зрителей американскими методами.
Его последним тамильским фильмом стал Manthiri Kumari в 1950 году. Он вернулся в Америку и поселился в Уилинге, штат Западная Вирджиния, в 1958 году. Там он основал свою компанию — «Ellis Dungan Productions» и в течение следующих тридцати лет снимал документальные фильмы для голливудского продюсера Дюка Голдстоуна.
Дунган скончался в Уилинге 1 декабря 2001 года в возрасте 92 лет.

## Наследие
Дунган известен тем, что совершил революцию в индийском кино, внедрив западные инновации. В 2013 году американский режиссёр Каран Бали снял одночасовой документальный фильм о нём под названием «Американец в Мадрасе». Для этого он использовал материалы из государственного архива Западной Вирджинии и поговорил с людьми, которые были знакомы с Дунганом.

## Фильмография

### тамильский
- Bhakta Nandanar (1935) (нет в титрах)
- Sathi Leelavathi (1936)
- Seemanthini (1936)
- Иру Саходараргал (1936)
- Ambikapathy (1937)
- Surya Puthri (1941)
- Sakuntalai (1940)
- Kalamegam (1940)
- Daasi Penn (1943)
- Valmiki (1945)
- Returning Soldier (1945)
- Meera (1945)
- Ponmudi (1950)
- Manthiri Kumari (1950)

### хинди
- Meera (1947)

### английский
- The Jungle (1952)
- Smilin 'Ed’s Gang (1951—1954) (телешоу)
- Andy's Gang (1955—1960) (телешоу)
- Гарри Блэк и Тигр (1958)
- Wheeling 1959: Wheels to Progress (1959)
- The Big Hunt (1959)
- Tarzan Goes to India (1962) (в качестве второго продюсера)
- For Liberty and Union (1977)
- Josiah Fox - Architect of the United States First Navy (1987)[8][10]